# Saison 2025-2026 du Heat de Miami
La saison 2025-2026 du Heat de Miami est la 38e saison de la franchise en NBA.

## Draft
| Tour | Choix | Joueur              | Poste | Nationalité | Provenance                    |
| ---- | ----- | ------------------- | ----- | ----------- | ----------------------------- |
| 1    | 20    | Kasparas Jakučionis | PG    | Lituanie    | Fighting Illini de l'Illinois |

## Matchs

### Summer League
| Summer League Total: 4-4 |

| Match | Date match | Équipe       | Score    | Meilleur marqueur   | Meilleur rebondeur  | Meilleur passeur       | Lieux Spectateurs | Série |
| ----- | ---------- | ------------ | -------- | ------------------- | ------------------- | ---------------------- | ----------------- | ----- |
| 1     | 5 juillet  | San Antonio  | V 82-69  | Pelle Larsson (18)  | Keshad Johnson (9)  | Kira Lewis Jr. (5)     | Chase Center 0    | 1 - 0 |
| 2     | 6 juillet  | L.A. Lakers  | D 83-103 | Bryson Warren (18)  | Javonte Cooke (7)   | Marcus Williams (5)    | Chase Center 0    | 1 - 1 |
| 3     | 8 juillet  | Golden State | V 93-79  | Kira Lewis Jr. (16) | Goldin, Larsson (5) | Larsson, Lewis Jr. (4) | Chase Center 0    | 2 - 1 |

| Match | Date match | Équipe    | Score    | Meilleur marqueur        | Meilleur rebondeur    | Meilleur passeur        | Lieux Spectateurs      | Série |
| ----- | ---------- | --------- | -------- | ------------------------ | --------------------- | ----------------------- | ---------------------- | ----- |
| 1     | 11 juillet | Atlanta   | D 98-105 | Kasparas Jakučionis (24) | Cooke, Ware (6)       | Kira Lewis Jr. (7)      | Thomas & Mack Center 0 | 0 - 1 |
| 2     | 13 juillet | Cleveland | D 72-92  | Kel'el Ware (21)         | Kel'el Ware (9)       | Keshad Johnson (4)      | Cox Pavilion 0         | 0 - 2 |
| 3     | 14 juillet | Boston    | V 100-96 | Pelle Larsson (24)       | Kel'el Ware (15)      | Pelle Larsson (6)       | Cox Pavilion 0         | 1 - 2 |
| 4     | 17 juillet | Détroit   | D 88-108 | Myron Gardner (19)       | Oumar Ballo (6)       | Kasparas Jakučionis (3) | Cox Pavilion 0         | 1 - 3 |
| 5     | 18 juillet | Milwaukee | V 93-92  | Vladislav Goldin (18)    | Vladislav Goldin (10) | Javonte Cooke (6)       | Cox Pavilion 0         | 2 - 3 |

### Pré-saison
| Pré-saison Total: 0-0 (Domicile : 0-0; Extérieur : 0-0) |

### Saison régulière
| Saison régulière Total: 0-0 (Domicile : 0-0; Extérieur : 0-0) |